# Кьоко-Мару
Кьоко-Мару (Kyoko Maru) — транспортне судно, яке під час Другої світової війни брало участь у операціях японських збройних сил на Тихому океані.
Судно спорудили як SS Semiramis у 1921 році на верфі компанії Southwestern Shipbuilders у Сан-Педро (Каліфорнія) для нідерландської Nederlandsch–Indische Tankstoomboot Maatschappij, яка використовувала його для рейсів у Нідерландській Ост-Індії (Індонезії).
У грудні 1941-го після нападу Японії танкер мобілізували до ВМС Нідерландів. 12 лютого 1942-го він перебував у Палембанзі (північне узбережжя Суматри), де був затоплений своїм екіпажем (можливо відзначити, що вже 13 лютого японці почали операцію з оволодіння нафтовидобувним районом Палембангу).
Того ж 1942-го судно японці підняли судно, перейменували його на «Кьоко-Мару» та поставили в Сінгапурі на ремонт, який завершився 22 грудня. З 1 січня 1943-го танкер підпорядкували Флоту Південно-західної зони (Імперський флот Японії).
Станом на середину грудня 1943-го «Кьоко-Мару» перебувало на Молуккських островах. 14—15 грудня танкер у супроводі допоміжного тральщика Wa-4 перейшов з Амбону до Були (північно-східне узбережжя острова Серам), де прийняв вантаж нафти та 18—21 грудня пройшов під тим же ескортом до Кендарів (південно-східний півострів Целебесу).
26 грудня 1943-го «Кьоко-Мару» під охороною допоміжного мисливця за підводними човнами CHa-101 вийшов з Кендарі з метою прямувати до Макассару (південно-західний півострів Целебесу). Невдовзі після настання 27 грудня американський підводний човен USS Ray дав по танкеру (який тепер наче йшов без охорони) залп із шести торпед, три з яких влучили в ціль. «Кьоко-Мару» охопила потужна пожежа, він розколовся на дві частини та затонув. Загинуло 12 членів екіпажу та 29 інших осіб, що перебували на борту.